# Hiéroglyphe égyptien G3
Le vautour et faucille, en hiéroglyphes égyptiens, est classifié dans la section G « Oiseaux » de la liste de Gardiner ; il y est noté G3. 

## Représentation
Il représente la combinaison en monogramme d'un vautour percnoptère (Neophron percnopterus) (hiéroglyphe G1) et d'une faucille (hiéroglyphe U1). Il est translittéré mȝ.

## Utilisation
C'est un phonogramme bilitère de valeur mȝ (U1 mȝ et G1 ȝ).

## Exemples de mots
| G3 | i | i | D53 |

| G3 | i | i | D53 |

| z | G3 | i | T12 · G37 |

| z | G3 | i | T12 · G37 |

| d | G3 | T30 · D40 |

| d | G3 | T30 · D40 |